# Colecciones de aves

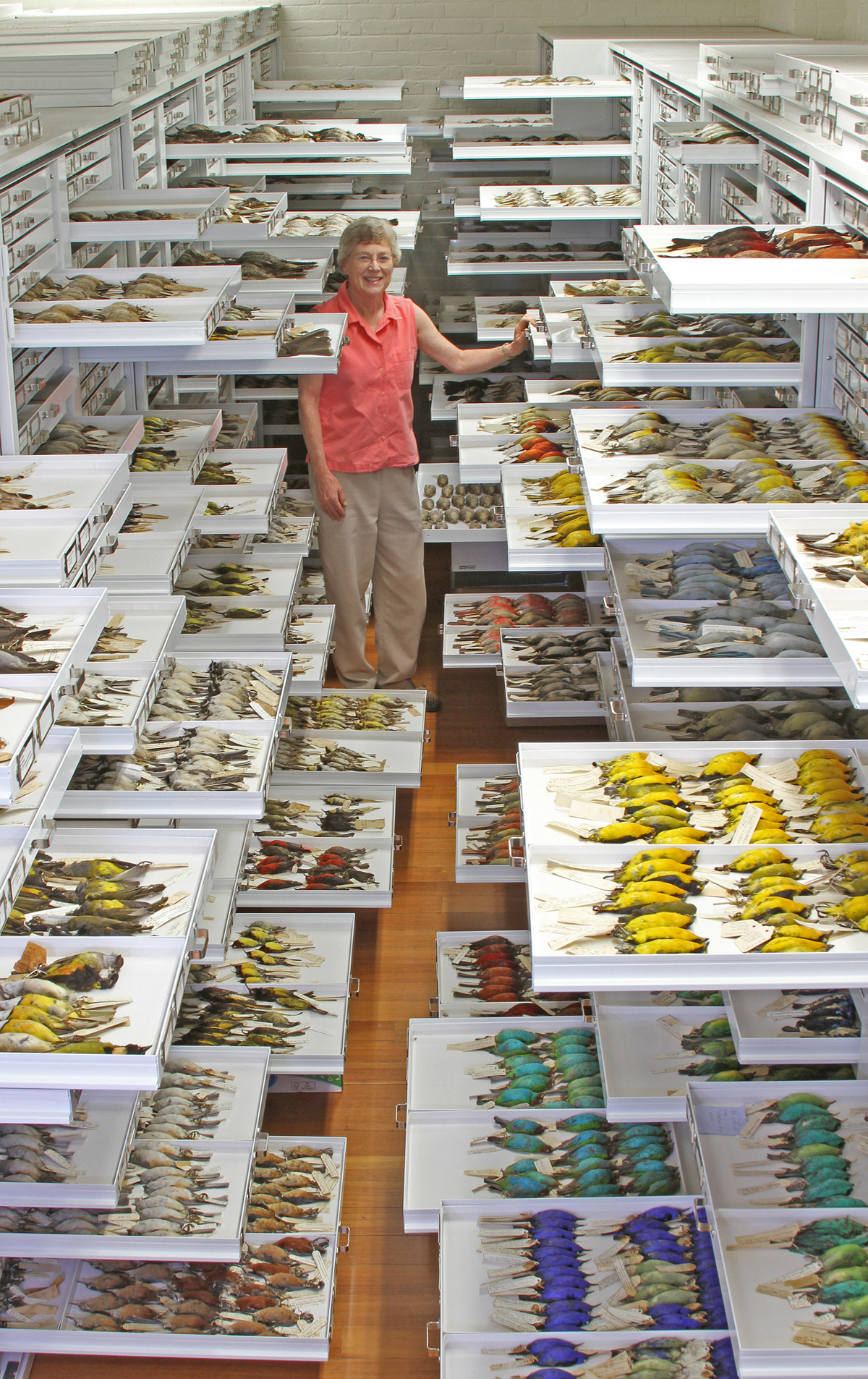
Gabinetes del Museo de Zoología Comparada de la Universidad de Harvard

Las colecciones de aves son depósitos conservados de especímenes científicos de aves y sus partes. Son un recurso de investigación para la ornitología, la ciencia de las aves, y para otras disciplinas científicas en las que es útil la información sobre las aves. Estas colecciones son archivos de la diversidad aviar y sirven a las diversas necesidades de investigadores científicos, artistas y educadores. Las colecciones pueden incluir una variedad de tipos de preparación que hacen hincapié en la conservación de plumas, esqueletos, tejidos blandos o (cada vez más) alguna combinación de los mismos. Las colecciones modernas varían en tamaño desde las pequeñas colecciones didácticas, como las que se pueden encontrar en un centro de visitantes de una reserva natural o en una pequeña universidad, hasta las grandes colecciones de investigación de los principales museos de historia natural del mundo, las más grandes de las cuales contienen cientos de miles de especímenes. Las colecciones de aves funcionan de forma muy parecida a las bibliotecas, con especímenes dispuestos en cajones y armarios por orden taxonómico, comisariados por científicos que supervisan el mantenimiento, uso y crecimiento de las colecciones y las ponen a disposición para su estudio mediante visitas o préstamos.

## Historia de las colecciones de aves

### Origen
El origen de las colecciones modernas de aves se remonta a las exploraciones de los europeos de los siglos XVII y XIX, empeñados en documentar la diversidad vegetal y animal del planeta. En la Inglaterra victoriana estaba de moda coleccionar y exhibir curiosidades naturales. Algunos naturalistas de gabinete adinerados lograron amasar grandes colecciones utilizando redes de recolectores de campo. Estas primeras colecciones no estaban destinadas al estudio científico y los coleccionistas daban más importancia a la estética que al valor científico. Mucho más tarde se convirtió en una actividad más científica.

### Crecimiento

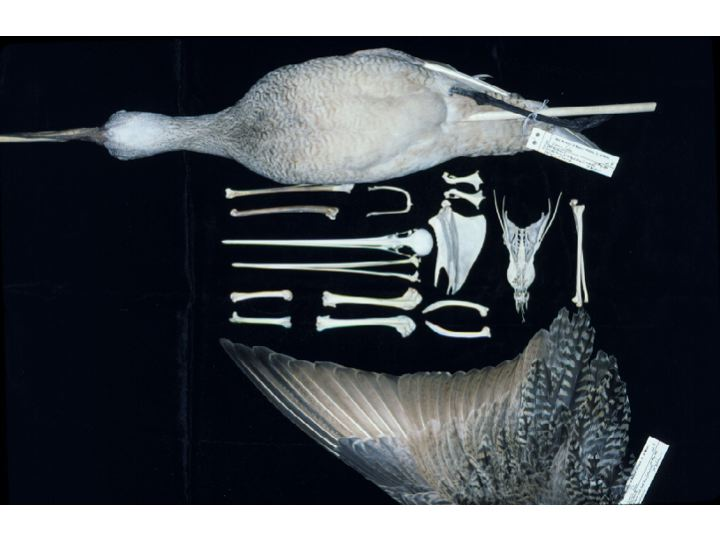
Aguja colipinta, Limosa fedoa, preparada como piel (shmoo), esqueleto y ala extendida

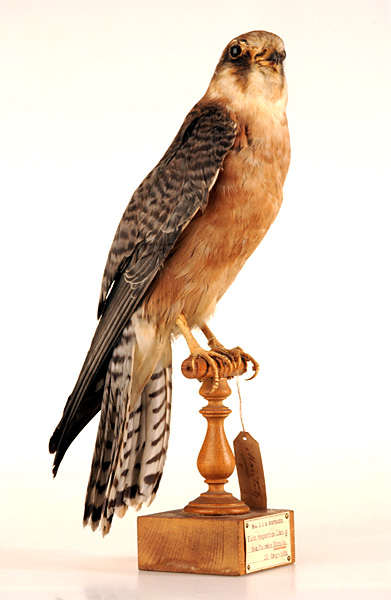
En las primeras colecciones se utilizaban monturas de gran realismo, como este halcón de patas rojas.

Entre las primeras colecciones científicas de aves figuran las de Pallas y Naumann en Alemania, Latham y Tunstall en Inglaterra y Adanson en Francia. Las colecciones aumentaron de tamaño con el incremento de la actividad marítima, la exploración y el colonialismo. Por ejemplo, Charles Darwin recogió más de 400 especímenes de aves durante sus viajes en el Beagle, y fue muchos años después de su regreso a Inglaterra cuando sus colecciones de aves de las Galápagos inspiraron (en parte) su teoría de la evolución por selección natural. El museo de París contaba con 463 especímenes de aves en 1793, que aumentaron a 3.411 en 1809; el museo de Berlín tenía 2.000 especímenes en 1813, que aumentaron a 13.760 hacia 1850. En 1753 había 1.172 especímenes de aves en el museo creado por Sir Hans Sloane, pero parece que perecieron antes de trasladarse al Museo Británico. Los primeros ejemplares de los viajes del capitán Cook, así como los descritos por Latham en su Sinopsis general de aves (1781-1785), también se perdieron, posiblemente debido a una técnica de conservación deficiente. La escala de las colecciones creció hasta el punto de necesitar más espacio y conservadores a tiempo completo. En los primeros tiempos de la ornitología, la recolección era el método dominante de observación y estudio de las aves. Este enfoque ha disminuido con el crecimiento de la disciplina. El uso de redes de niebla y la fotografía, la toma de muestras de sangre (para estudios de ADN, inmunológicos y de otro tipo), el desarrollo de la óptica y el uso de otras técnicas nuevas para estudiar las aves han reducido la necesidad de recoger especímenes para la investigación, aunque las colecciones siguen siendo un recurso compartido vital para la ciencia (en particular la taxonomía) y la conservación. En una época de extinción masiva, las colecciones de aves evidenciarán las especies perdidas.

## Técnicas de recogida y conservación

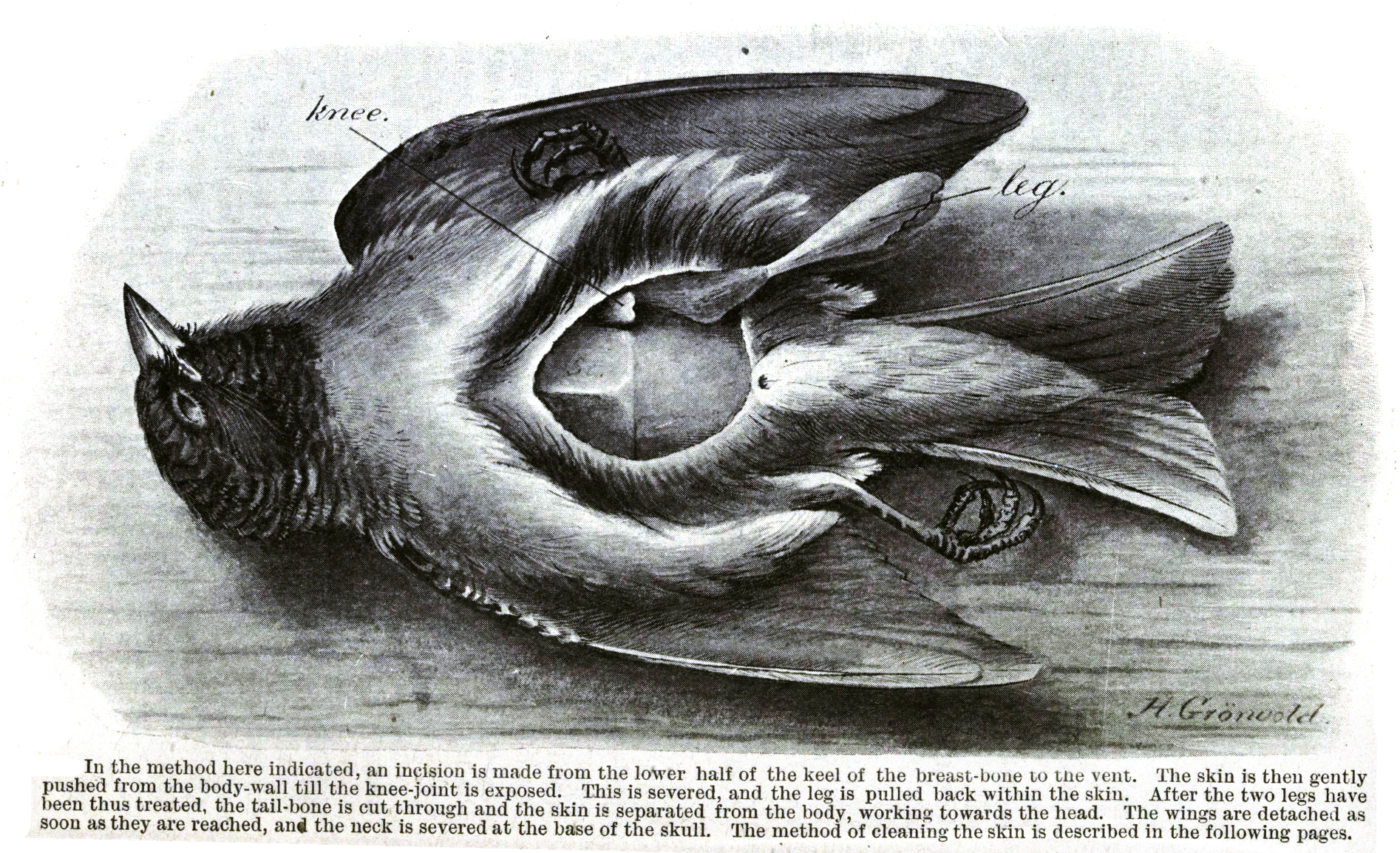
Despellejar un ave

Los primeros ejemplares representan aves que eran mascotas o procedían de zoológicos. Entre los ejemplares de aves más antiguos que se conservan se encuentra un loro gris africano que perteneció a Frances Teresa Stuart (1647-1702) y que fue enterrado con su dueña en la abadía londinense de Westminster. Se han encontrado varios ibis y halcones momificados en tumbas egipcias que datan de entre los años 600 y 300 a. C. Los ejemplares de aves obtenidos a partir del siglo XVIII para colecciones de historia natural se obtenían en la mayoría de los casos con armas de fuego. Se preferían las escopetas con perdigones de «polvo» para reducir los daños a los especímenes. Hoy en día, los especímenes proceden de diversas fuentes. Muchos (quizá la mayoría) se recuperan de aves muertas por golpes contra ventanas y torres de comunicaciones, gatos domésticos, capturas accidentales de pesquerías, muertes por enfermedades, choques contra vehículos y otras fuentes accidentales de mortalidad. Sin embargo, se ha argumentado que las colecciones de aves del mundo son inadecuadas para documentar la diversidad aviar desde el punto de vista taxonómico, geográfico y temporal, y se considera que algunas partes de las regiones tropicales están infrarrepresentadas en determinados museos. Los taxones infrarrepresentados siguen siendo recolectados activamente por los ornitólogos, generalmente utilizando armas de fuego o redes de niebla. En la mayoría de los países, estas actividades están supervisadas por organismos que conceden permisos.

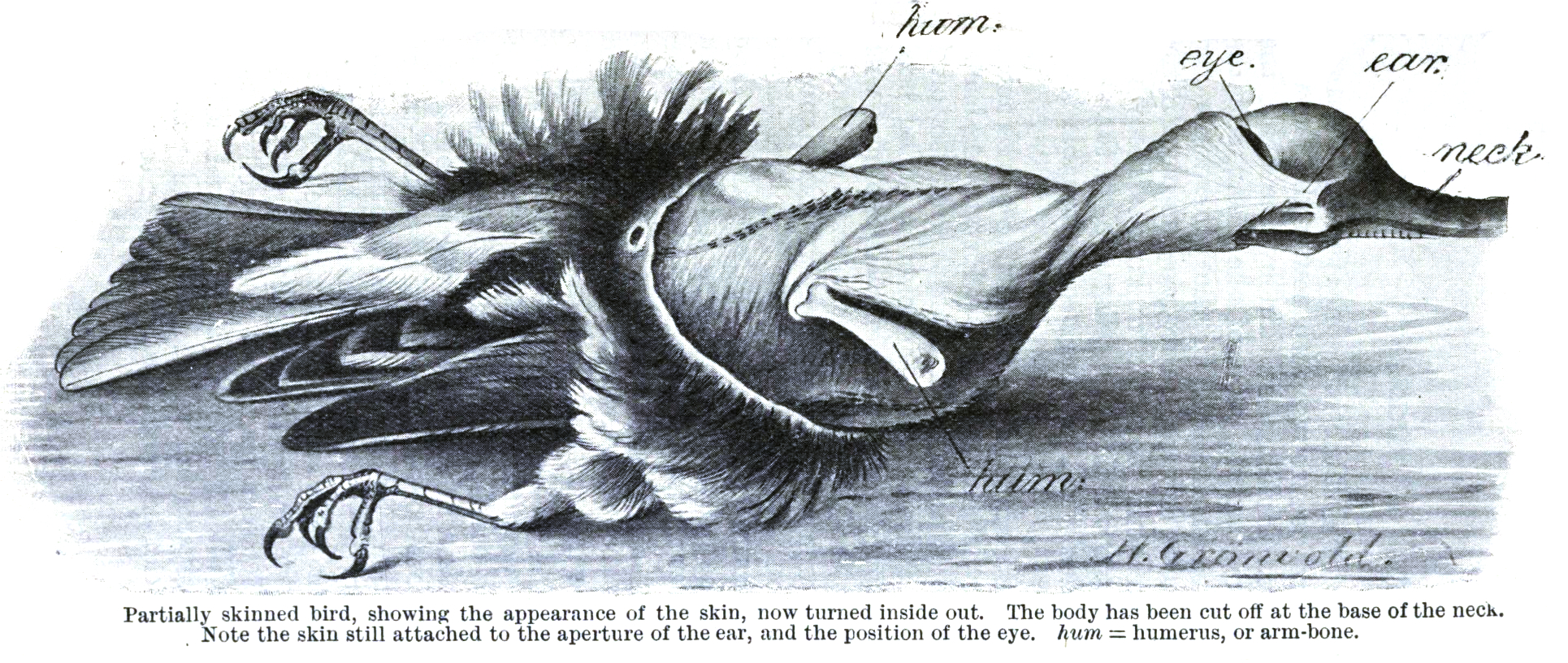
Un ave parcialmente despellejada

Las técnicas de conservación de aves se intentaron incluso desde principios del siglo XVI, como demuestran los escritos de Conrad Gesner y Pierre Belon. Belon dio instrucciones sobre la extracción de vísceras y el uso de sal para conservar especímenes de aves en su libro de 1555 sobre las aves. En el siglo XVII se perfeccionaron estas instrucciones y se utilizaron diversos conservantes, como ceniza (carbonato potásico), sal, azufre, alumbre, alcohol y diversos extractos de plantas. En los primeros tiempos de las colecciones de aves, la mayoría de los especímenes se montaban en posiciones poco realistas, a menudo con las alas levantadas como si estuvieran a punto de emprender el vuelo. Se conservaban a la intemperie y los colores eran propensos a desteñirse y los propios especímenes a sufrir daños por escarabajos. En Berlín, J. L. Frisch empezó a utilizar frascos de cristal herméticamente cerrados para cada montaje con el fin de evitar los daños de las plagas. En esta época, el Conde de Reaumur, en el Museo de París, había conseguido encontrar técnicas para conservar los especímenes secos y sin pérdida de color. Sin embargo, esta técnica era un secreto y más tarde se consiguieron resultados similares encurtiendo con sal, pimienta molida y alumbre y secando durante un mes con hilos que sujetaban el ave en posición natural. El uso de arsénico para conservar especímenes fue introducido por primera vez por Jean-Baptiste Bécoeur (1718-1777), pero este método no fue revelado públicamente hasta 1800 por Louis Dufresne en el Traité Élémentaire et Complet d'Ornithologie de Daudin (1800). En las colecciones modernas, las aves recuperadas o recogidas pueden conservarse de varias maneras. La preparación más tradicional es una piel de estudio, en la que se retira casi todo el cuerpo del interior de la piel y se sustituye por algodón, de modo que el resultado final se asemeja a un ave tumbada boca arriba con las alas plegadas. Se utiliza preferentemente el bórax como conservante, ya que es poco tóxico. Esta postura estereotipada se desarrolló para poder guardar muchas pieles juntas en armarios y protegerlas de los daños causados por los insectos y la luz. Si se desea un esqueleto completo, se puede preparar una piel plana: se retiran cuidadosamente todos los huesos, músculos, tejido digestivo y otros tejidos blandos, y las plumas y la piel se estiran planas y se secan.

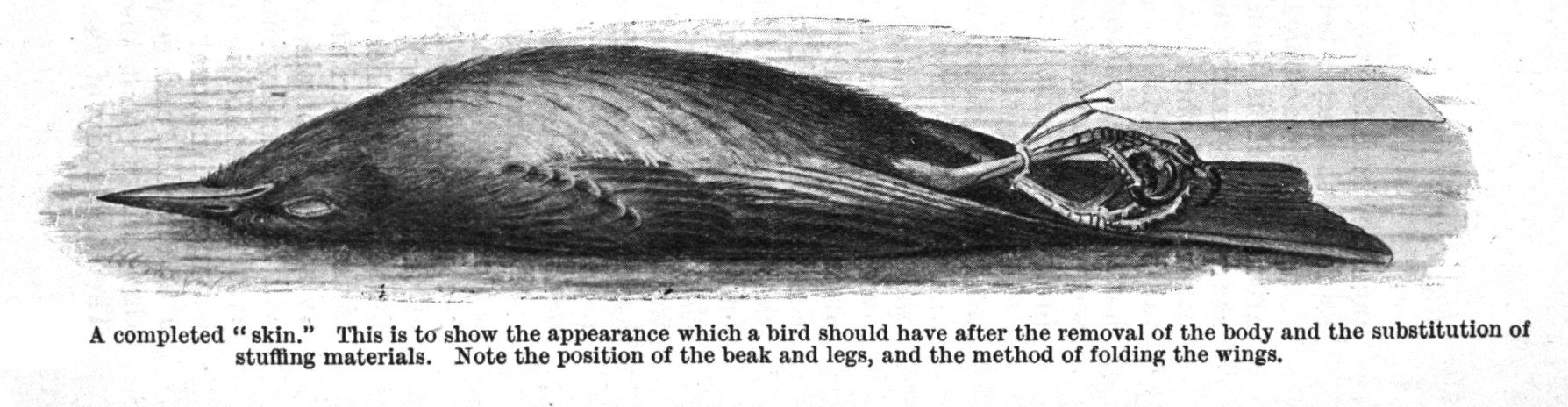
Piel preparada

Un método de preparación más reciente del que es pionero el Museo Real de Ontario elimina todos los huesos para obtener un esqueleto completo, al tiempo que produce una piel redonda sin pico ni patas (denominada ROM, aunque si un conjunto de huesos de alas y patas permanecen con la piel, la preparación se denomina shmoo en Norteamérica). Alternativamente, el ave entera (o cualquier parte blanda asociada a las preparaciones descritas anteriormente) puede conservarse en alcohol. Para cualquiera de estos métodos, se pueden hacer varias preparaciones suplementarias. Por ejemplo, puede extraerse un ala y conservarse por separado como ala extendida para un mejor estudio de las plumas de vuelo; puede extraerse una muestra de tejido y congelarse para análisis moleculares; o puede archivarse una grabación del canto del ave antes de la recogida. Ni las muestras moleculares ni las grabaciones sonoras requieren que el ave sea recogida (sacrificada). Por último, si el ave está demasiado podrida para que se conserven la piel y las plumas, como es el caso de algunos especímenes rescatados, puede conservarse sólo el esqueleto. El tejido seco se extrae de los esqueletos utilizando larvas de escarabajo derméstido (género Dermestes). Mientras que en el pasado se solía añadir arsénico a las pieles para protegerlas de la destrucción por los insectos, los especímenes que se preparan hoy en día suelen protegerse mediante un periodo inicial de congelación para matar a los insectos y sus huevos, seguido de su conservación en vitrinas de museo de alta calidad en una sala climatizada. Cada espécimen tiene datos asociados, y la cantidad de datos disponibles suele estar directamente correlacionada con el valor científico del espécimen. La mayoría de los especímenes tienen poco valor para la investigación si no van acompañados de información, como la fecha y el lugar en que se encontró o recogió el ave. Esta y otra información importante, como la masa, el sexo, la deposición de grasa y el grado de osificación del cráneo, se escriben en una etiqueta junto con un número único de campo y de museo. Las modernas bases de datos informatizadas de los museos incluyen toda esta información sobre cada espécimen, así como los tipos de métodos utilizados para preparar el ave. Las colecciones modernas buscan maximizar la utilidad de cada individuo conservado, y esto incluye registrar información detallada sobre él. La mayoría de los especímenes modernos también incluyen una muestra de tejido conservada para su estudio genético. Cada vez se dispone de más acceso en línea a los datos de las colecciones, y se está desarrollando una base de datos interinstitucional que abarca millones de registros informatizados de aves. La liofilización de especímenes enteros, especialmente de aves pequeñas, se ha adoptado para su uso en colecciones didácticas.

## Usos de las colecciones de aves

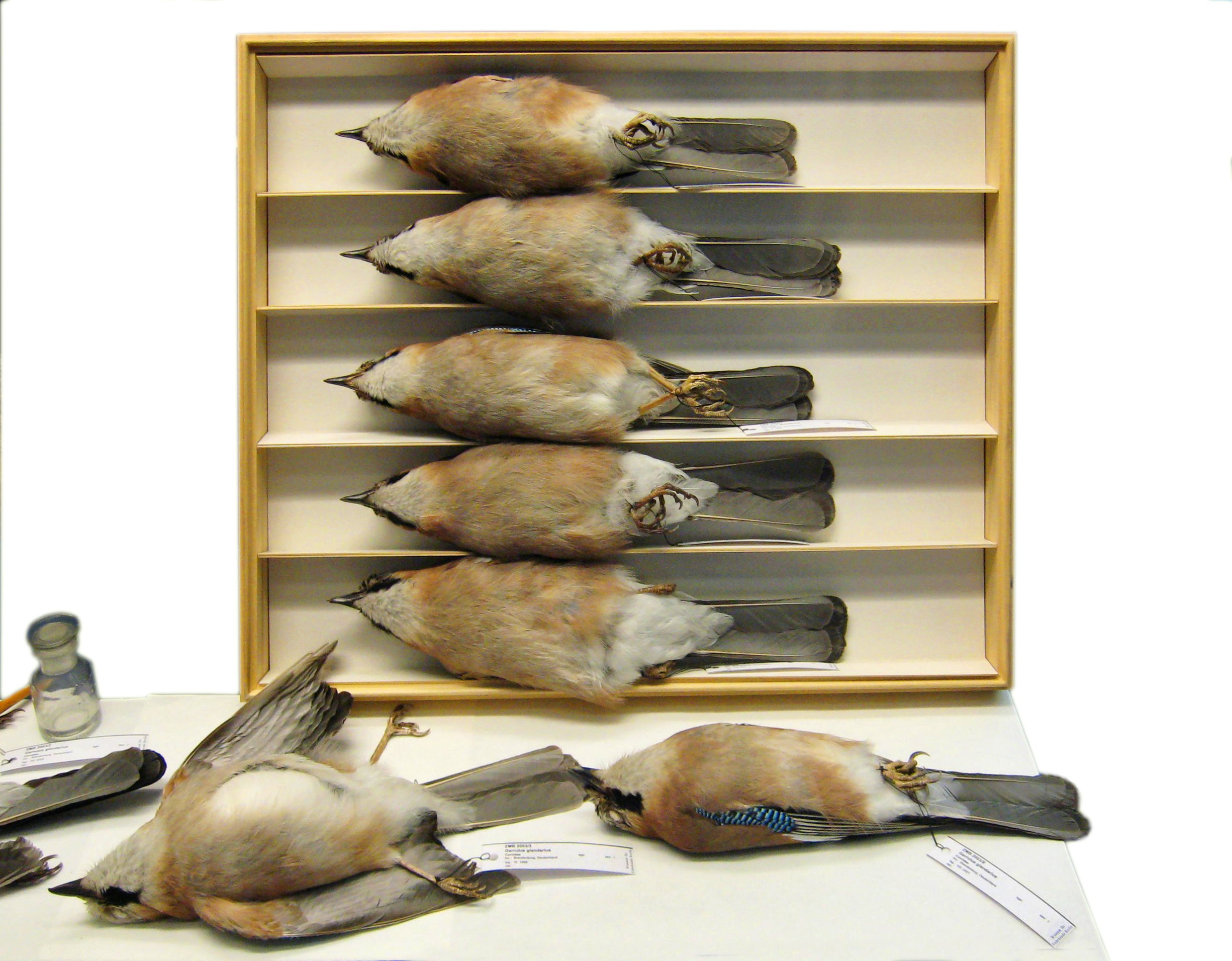
Pieles de estudio de Garrulus glandarius en el Museum für Naturkunde de Berlín

Las colecciones de aves se utilizan con fines muy diversos. Todas las especies biológicas, incluidas las de aves, están representadas por un holotipo, la gran mayoría de los cuales son especímenes completos (en su mayoría pieles) y, en los tiempos modernos, designados explícitamente en la descripción original del taxón. Todos los demás miembros putativos de la especie pueden compararse con el holotipo para confirmar su identificación. Los estudios rigurosos de taxonomía aviar se basan en especímenes procedentes de colecciones de aves. Los estudios taxonómicos se basan en caracteres morfológicos y genéticos para determinar los límites de las especies y las relaciones evolutivas. Los especímenes de museo han sido la fuente preferida para puntuar estos caracteres, ya que permiten replicar los estudios: cualquiera puede volver atrás y repetir el estudio utilizando los mismos especímenes para verificar las conclusiones. Sin embargo, se ha argumentado alternativamente que dicho reexamen puede realizarse a partir de fotografías archivadas sin matar la pieza de estudio.
En el caso de los estudios moleculares, se ha recomendado la conservación de un espécimen que pueda dar fe de la procedencia de la muestra de tejido utilizada para recopilar datos genéticos, ya que el análisis genético suele arrojar resultados sorprendentes que hacen crucial el reexamen del espécimen original.

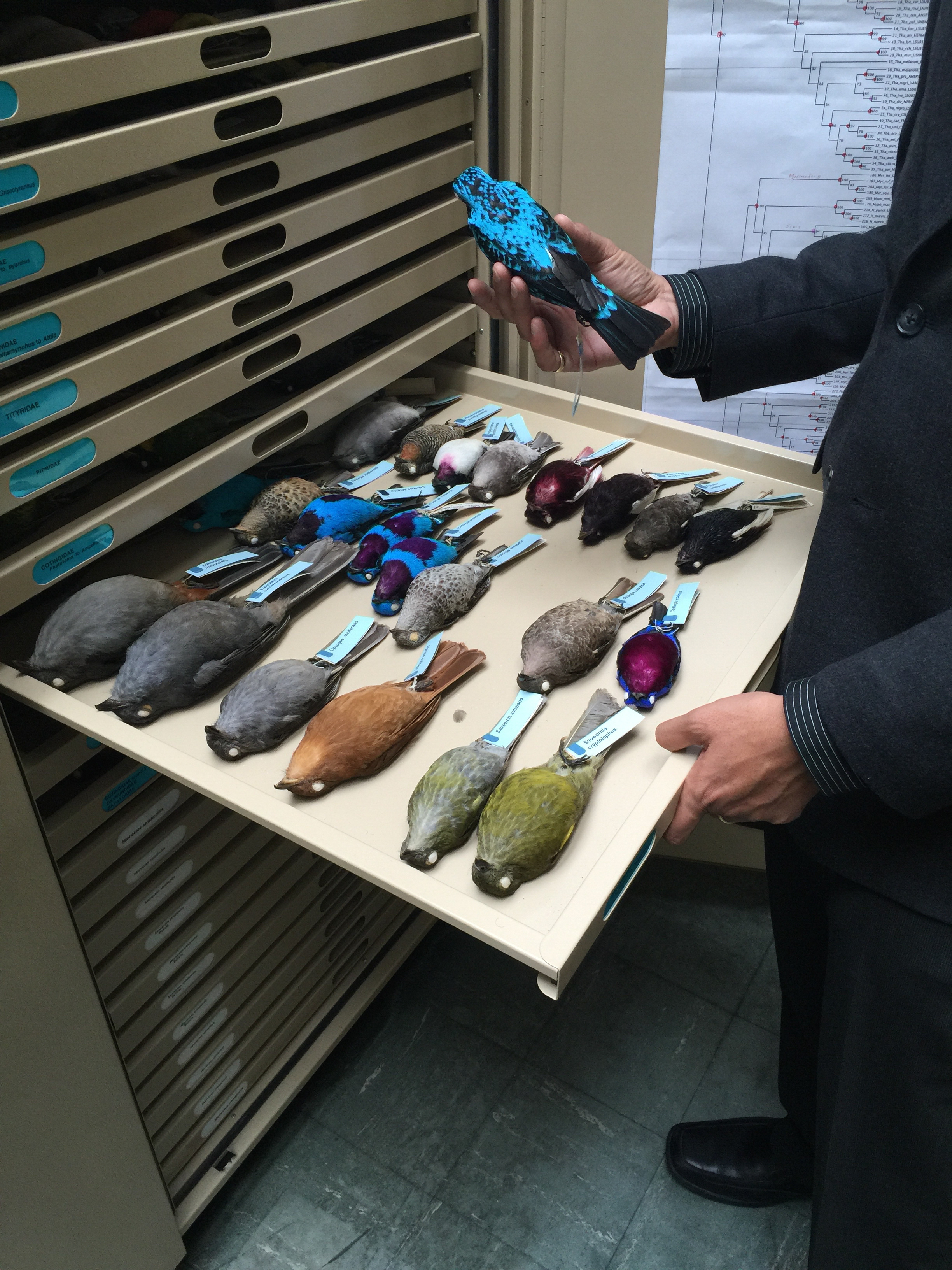
Armario con pieles de estudio, Universidad Estatal de Luisiana

Los estudios sobre ectoparásitos, generalmente obtenidos durante la captura, pero también a partir de antiguos especímenes de museo, son valiosos para los estudios sobre coevolución y zoonosis.
Además de la investigación taxonómica, las colecciones pueden proporcionar información relevante para el estudio de otras cuestiones ornitológicas, como la anatomía comparada, la ecología, el comportamiento, las enfermedades y la conservación. Los ornitólogos forenses utilizan las colecciones para identificar especies implicadas en choques de aeronaves con aves, materiales importados que contienen partes de aves y aves muertas a causa de diversas actividades humanas, legales e ilegales. Además, los zooarqueólogos utilizan las colecciones para identificar huesos de aves en yacimientos humanos prehistóricos o especies de origen de plumas utilizadas en artefactos culturales humanos. Las colecciones también han sido muy utilizadas por los artistas, en particular para la producción de láminas para guías de campo ornitológicas. La observación en primer plano y la posibilidad de manipulación que ofrecen las pieles de estudio conservadas las convierten, junto con las observaciones de campo y la fotografía, en una base importante para los pintores de láminas de guías de campo de aves. La mayoría de las especies de aves presentan varios plumajes únicos que distinguen a los inmaduros de los adultos, a los machos de las hembras y a los reproductores de los no reproductores. Así pues, pueden ser necesarios muchos ejemplares diferentes para elaborar una lámina completa para la identificación de una especie determinada. Es posible realizar mediciones precisas del color mediante espectrometría a partir de especímenes. En el caso de las aves marinas, los especímenes de museo son sustitutos adecuados del color de las plumas, pero no del color de la piel.
Las colecciones de aves han sido útiles para estudios retrospectivos. Las colecciones de aves ofrecen a los investigadores actuales y futuros la posibilidad de realizar estudios morfológicos y moleculares en profundidad de la diversidad aviar del pasado. Uno de los primeros y más famosos ejemplos de ello fue el uso de las colecciones de huevos del siglo XIX y principios del XX para determinar que el pesticida DDT estaba produciendo el adelgazamiento de la cáscara de los huevos de las rapaces. Los ornitólogos que recogieron los huevos nunca podrían haber sabido que su trabajo ayudaría algún día a establecer las causas del declive y a elaborar estrategias de conservación para salvar de una posible extinción a aves como el halcón peregrino.
A medida que aumentan las amenazas para las poblaciones de aves y continúan las extinciones, los especímenes históricos son valiosos para documentar los impactos de las actividades humanas y las causas del declive de las especies amenazadas. Las colecciones de aves también se han utilizado para medir el flujo de contaminantes ambientales a lo largo del tiempo. Un estudio de los depósitos de hollín en especímenes recogidos en el Cinturón Manufacturero de Estados Unidos se utilizó para rastrear las concentraciones de carbono negro atmosférico durante un periodo de 135 años. En el futuro podrían surgir otros posibles usos de los especímenes de aves desconocidos hoy en día.

## Debates sobre las colecciones

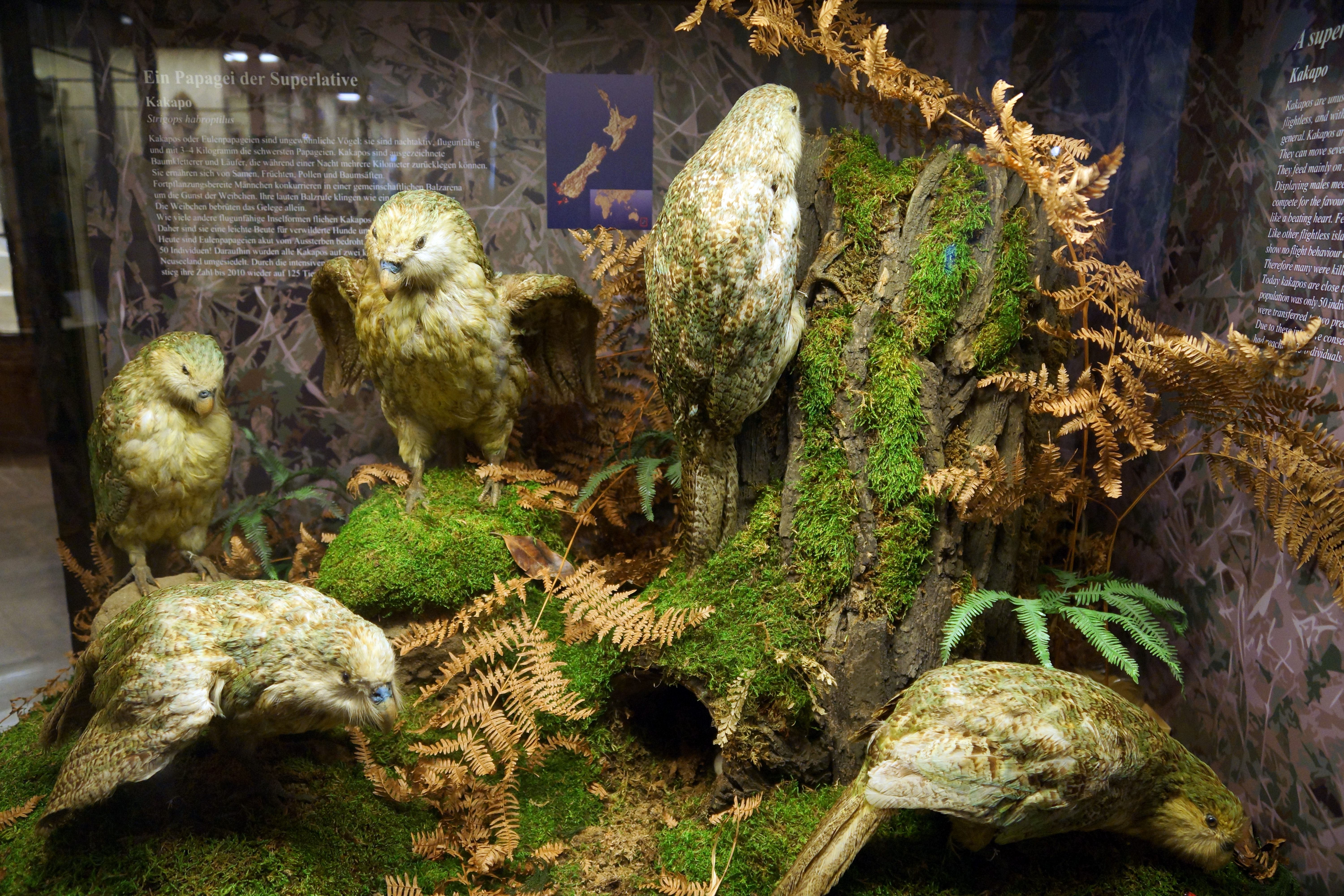
Especímenes del amenazado kākāpō en el Museo de Historia Natural de Viena; se recogieron miles de kākāpō para museos de todo el mundo.

La cuestión de si las aves deben seguir recolectándose activamente para la investigación ha sido objeto de cierto debate entre los ornitólogos (ejemplos de ello pueden encontrarse en los animados intercambios entre Remsen y Bekoff & Elzanowski, entre Vuilleumier y Donegan, y entre Dubois & Nemesio y Donegan). Los que se oponen al coleccionismo consideran que gran parte del coleccionismo actual es innecesario, posiblemente motivado por las puntuaciones personales de campo de los individuos o por la competencia entre museos, más que el resultado de un estricto razonamiento científico; que el coleccionismo, en casos extremos de especies al borde de la extinción, puede suponer una amenaza para las poblaciones de aves; y que en muchos casos en los que se alega la necesidad de especímenes, podrían utilizarse en su lugar nuevas tecnologías como la fotografía digital y el análisis de muestras de sangre de individuos capturados con redes de niebla. Por último, en una época de deforestación desenfrenada y extinción de especies, los científicos y conservacionistas deberían dar ejemplo a la población local de no matar ni cazar aves. Algunos consideran que coger un espécimen no es ético cuando existen otras técnicas que no implican la muerte del ave. Los defensores de la recogida contraargumentan que, en comparación con los muchos millones de aves que mueren cada año por la destrucción del hábitat, los gatos domésticos, los golpes en las ventanas y los atropellos desde torres, los científicos sólo recogen unos pocos miles de aves al año en todo el mundo y las poblaciones se recuperarán rápidamente de un episodio de recogida mientras se mantenga su hábitat. Los partidarios de seguir recolectando también señalan la mayor utilidad científica y el legado de los especímenes de museo en comparación con las muestras de sangre o las fotografías, y argumentan que la recolección para la investigación ofrece la única fuente de mortalidad aviar con un resultado positivo para las aves en términos de los conocimientos biológicos adquiridos. Aunque la toma de pequeñas muestras de sangre de aves silvestres se considera a menudo una alternativa inofensiva a la recolección, reduce la supervivencia hasta en un 33% y no proporciona los beneficios de un espécimen voucher. Los científicos han señalado que las poblaciones de aves representan recursos renovables y que el coleccionismo científico sólo representa una proporción ínfima y no aditiva de la mortalidad anual de aves. Sin embargo, existen ejemplos de especies a cuya extinción contribuyó directamente el coleccionismo en museos (por ejemplo, el caracara de Guadalupe, el pájaro carpintero de pico de marfil). El último ejemplar del extinto mamo negro de Molokai fue abatido para su coleccionismo.